# Вендии
Ве́ндии (лат. Vendia) — ископаемый род мелких животных, представителей эдиакарской фауны.
Первый типовой вид Vendia sokolovi был найден в образцах из скважины в Яренске (Архангельская область, Ленский район) в начале 1960-х годов и описана Борисом Келлером в 1969 году.

## Кладограмма
Кладограмма взаимоотношений между Dipleurozoa (Dzik, 2003)

## Описание
Тело вендии — овальное, длиной от 4,5 до 12,5 мм. Оно полностью разделено на сегменты (изомеры), которые расположены поочерёдно в два ряда вдоль оси тела. Бо́льшие изомеры перекрывают меньшие, но задние края всех изомеров остаются свободными. Поперечные элементы сужаются к заднему концу тела и наклонены в том же направлении.
На отпечатках заметно углубление вдоль тела, которое интерпретируется как пищеварительно-распределительная система, которая состоит из простой осевой трубки и коротких боковых придатков, расположенных вдоль границы между изомерами. За исключением первого изомера Vendia rachiata, все изомеры имеют один боковой придаток.

## Виды
- Vendia sokolovi представлена одним образцом длиной 11 мм с семью сегментами[8][9].
- Vendia rachiata — отличается от Vendia sokolovi меньшим количеством сегментов: при длине 12,5 мм она имеет только 5 сегментов[8].